# Ritual de Emulação

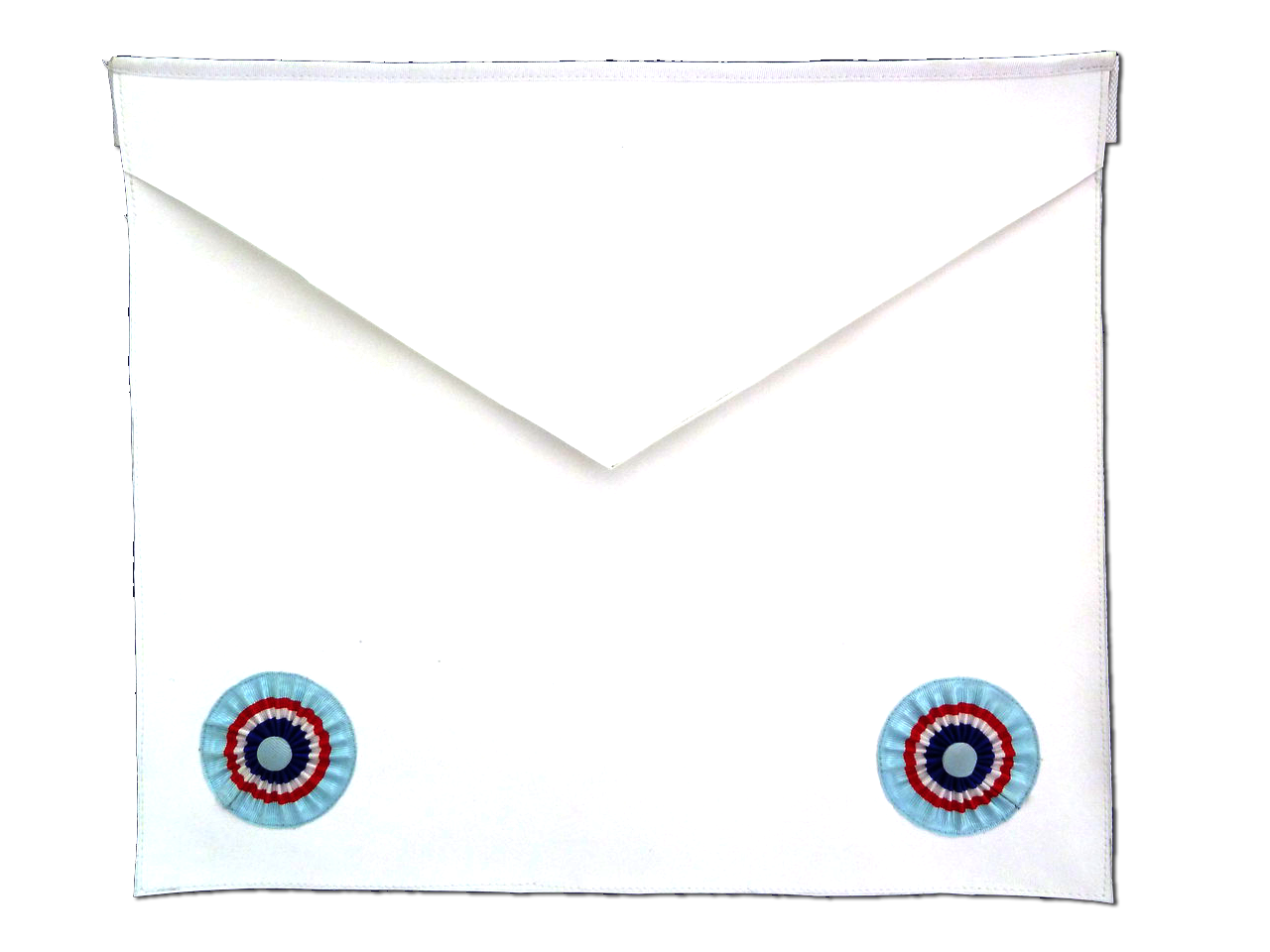
Avental de companheiro francês, emulação de rito simbólico inglês.

Ritual de Emulação (do original "Emulation Ritual" em inglês) é uma coleção de cerimônias da Maçonaria de origem inglesa. As cerimônias maçônicas que os franco-maçons praticam nas suas Lojas são procedimentos tais como abertura e fechamento da sessão, promoção na hierarquia dos integrantes, etc. Essas cerimônias são compostas por textos e procedimentos seguidos com formalidade e tradição pelos membros das Lojas.
Ao se espalhar pelo mundo, essas cerimônias naturalmente foram adquirindo grandes variações regionais. As variações que envolvem a estrutura hierárquica foram chamadas de Ritos Maçônicos. As variações que envolvem apenas pequenas alterações de texto dentro de um mesmo rito foram chamados genericamente de Rituais Maçônicos, uma alusão aos livretos comumente usados pelos maçons para facilitar a memorização dos textos das cerimônias.
O Ritual de Emulação refere-se ao conjunto de cerimônias maçônicas tal como praticadas na sua exatidão por uma loja maçônica Inglesa em especial, a Emulation Lodge of Improvement for Master Masons . Essa loja inglesa de instrução tem como maior propósito a demonstração prática das cerimônias nos 3 graus fundamentais da Maçonaria para mestres maçons do mundo inteiro, tal como foi concebido e aprovado pela Grande Loja Unida da Inglaterra na sua formação. Ritual de Emulação é também o nome do livreto contendo os textos e recomendações de procedimento para as cerimônias.
Chamar o Ritual de Emulação de Rito é um erro grosseiro, pois o Rito a que os praticantes do Ritual de Emulação pertencem é o Rito Inglês Moderno (também chamado de Craft, ou Rito Inominado no Brasil). Da mesma forma que o Ritual de Emulação, pertencem a esse mesmo Rito outros rituais "irmãos" tais como o Stanford, Bristol, Stability, Taylor's, etc. A diferença entre Rito e Ritual não é levada em conta por muitos porque a maioria dos ritos prevalentes no Brasil, tal como o Rito Escocês, são Ritos de apenas um Ritual.

## História
Já faz quase 200 anos que a "Lodge of Reconciliation" foi criada para mesclar os rituais praticados pelas duas grandes lojas originais, e depois demonstrá-lo para a recém -formada Grande Loja Unida da Inglaterra. Depois do seu trabalho concluído e aprovado, a loja parou seus trabalhos em junho de 1816. No ano seguinte formou-se a primeira loja permanente de demonstração do novo Ritual, a "Stability Lodge of Instruction", que contava em seu quadro com vários dos membros da "Lodge of Reconciliation".
Houve outras lojas de instrução anteriores à ELoIfMM, tais como Burlington (1810) e a Perseverance (1818), pois só em 2 de outubro de 1823 a "Emulation Lodge of Improvement for Master Masons" fez a sua primeira sessão sob a sanção da "Lodge of Hope". No entanto ela é a única que se manteve até hoje ininterruptamente e semanalmente demonstrando as cerimônias na sua exatidão.
Dede a sua origem tem sido a política do "committee of the Emulation Lodge of Improvement" preservar o ritual tão próximo quanto possível à forma original que foi aprovada pela Grande Loja Unida da Inglaterra, permitindo apenas as mudanças aprovadas pela Grande Loja a se tornar prática estabelecida. O ritual, no entanto, toma seu nome da Emulation Lodge of Improvement, e não o contrário.
É importante lembrar que até bem recentemente era proibido aos maçons escrever os rituais, e portanto os mesmos tinham de ser memorizados e ser aprendidos pelos iniciados apenas observando e praticando em loja os mesmos. Mas esse tipo de aprendizado de-boca-a-ouvido tem uma desvantagem óbvia: com o passar do tempo e com o aumento do número de lojas espalhadas no mundo, fica muito difícil manter uniforme as falas e procedimentos das cerimônias. E havia ainda o problema de se divulgar o novo ritual adotado a partir de 1813. Para resolver esse problema foram criadas as Lojas de Instruções, cujo único propósito eram demonstrar repetitivamente todo o ritual na sua forma exata para Mestres de Cerimônia de toda a jurisdição maçônica. A "Emulation Lodge of Improvement for Masters Masons" não foi a primeira loja de instrução, mas é a mais antiga que se mantem trabalhando até hoje desde 1823 sem interrupções. Daí que as Lojas que seguem as cerimônias na forma recomendada por essa Loja de Instrução dizem-se ter adotado o "Ritual de Emulação".
Desde 1969 os rituais já podem ser impressos e vendidos livremente, facilitando muito o aprendizado e memorização do Ritual de Emulação, mas isso não diminuiu a importância das lojas de instrução, pois a experiência de se executar os rituais em toda a sua pompa e dignidade depende de detalhes de postura, movimentação, e atitude que dificilmente podem ser traduzidas em palavras que um livro possa conter.

## Rito ou Ritual
E porque não Rito de Emulação? Porque o Rito Maçônico refere-se as diversas "carreiras" de evolução maçônica. A maçonaria inglesa, como descrito na constituição da UGLE, e em algumas das compilações de Landmarks, prevê que os três graus da evolução maçônica constituem-se apenas de 3 graus: Aprendiz, Companheiro e Mestre (faz menção também ao Arco Real... mas isso é outra história). Esses graus são obtidos pelo maçom conforme ganhe experiência e demonstre conhecimento e proficiência no ritual. Cada um desses degraus prevê certas cerimônias reservadas apenas para os maçons do grau ou dos graus superiores . No entanto, cada uma das outras formas de Rito que surgiram criaram as suas próprias "carreiras" ou "escadas" maçônicas, de tal forma que é muito comum confundir-se Rito com Ritual. No Brasil, em especial, é comum a confusão entre Ritual de Emulação e o Rito de York (Este de origem americana, e de rituais bem diferentes mesmos nos três graus básicos). Para deixar claro a diferença: cada Grau de cada Rito Maçônico tem um Ritual próprio. E quando falamos de Ritual de Emulação, estamos falando na verdade de três rituais: o Ritual para o grau de Aprendiz, o Ritual para o grau de Companheiro e o Ritual para grau de Mestre. Depois de atingir o grau de Mestre numa loja do Ritual de Emulação, o Mestre Maçom pode escolher qualquer Rito para seguir (York, REAA, Shriners, Arco Real, etc) em outras lojas.

## Distinção com o Rito de York
O "legítimo" Rito de York é muito semelhante nos quatro primeiros graus ao ritual praticado pela finada Grande Loja dos Antigos e, atualmente, representa cerca de 50% da Maçonaria nos EUA. No Brasil, este ritual possui poucos adeptos, mas tem crescido em adoção assim como o Ritual de Emulação. A confusão com o Ritual de Emulação remonta a um Obreiro do GOB que, sem conhecer alguns dos relevantes meandros históricos, ao providenciar uma nova edição do mencionado Ritual de 1920, inseriu-lhe, por conta própria, a catastrófica denominação de "Cerimônias Exatas do Rito de York", adulterando o título usado pelo Irmão Joseph Thomaz Wilson Sadler, ou  seja, "Cerimônias Exatas da Arte Maçônica" (Masonic Craft). A edição anterior, de 1976, apesar de redigida em português, é pertinente à United Grand Lodge of England, pois foi elaborada para a Campos Salles Lodge, de São Paulo, subordinada àquela potência maçônica inglesa. O maior de todos os absurdos estaria no fato de o Grande Oriente do Brasil, ao  imprimir o seu próprio ritual do Ritual inglês, de acordo com o Decreto n. 41, de 12 de dezembro de 1983, com o nome de "Rito de York", e pretensamente de origem americana, assinado pelo então Soberano Grão-Mestre Jair Assis Ribeiro, cometeu a incúria de copiar, letra por letra, o referido Ritual da Campos Salles Lodge, de origem obviamente inglesa. Copiou até mesmo o texto em que o Venerável Mestre mostrava ao Neófito a Carta Patente e lhe entregava cópias dos Livros da Constituição da United Grand Lodge of England.

## Onde é mais comum o Ritual de Emulação
O Ritual de Emulação é o mais adotado na Inglaterra. E, lá, concorre com rituais muitíssimos parecidos, que são patrocinados por outras Lojas de Instrução, tais como Stanford, Bristol, Stability, Taylor's etc. Na prática, a diferença entre esses rituais ingleses são apenas algumas palavras em todo o cerimonial. De uma forma geral, diz-se que o Ritual na Inglaterra é simplesmente o Craft. É o mais comum, também, em outras ex-possessões inglesas, tais como Índia, Nova Zelândia e Austrália. Nos EUA, no entanto, apenas algumas poucas lojas adotam esse Ritual.

## Características do Ritual
Em relação a outros rituais, em especial ao praticado no Rito Escocês Antigo e Aceito, que é o mais comum no Brasil, o Ritual de Emulação pode ser resumido como espartano. Ou seja, as Lojas têm menos adereços especiais, os procedimentos são mais objetivos, as cerimônias são mais enxutas. Mas, por outro lado, dá-se muita importância à exatidão das posturas, das falas e dos sinais. Exigem-se que todas as falas sejam feitas de cor e bem encenadas, o que confere um ar de elegância e dignidade especial às cerimônias. Em relação ao Rito de York (o americano, naturalmente), ressaltam-se grandes diferenças na indumentária e na disposição do mobiliário da Loja: no York, o Mestre sempre usa chapéu (tipo Bonaparte), o avental não tem os círculos ou taus de distinção de grau. O cargo de mestre de cerimônias chama-se Marechal, e não existe a figura do guarda interno. O Livro Sagrado fica aberto em uma mesa triangular no centro da sala rodeada por 3 candelabros, no lugar onde o Ritual de Emulação recomenda a colocação da tábua de delinear. Diferentemente do que muitas autoridades maçônicas no Brasil acreditam, o Ritual do Rito de York, nos graus simbólicos (os três primeiros), é muito diferente dos rituais ingleses atuais (em especial do Ritual de Emulação), pois foi criado a partir do Ritual praticado pela extinta Grande Loja dos "Antigos", e sofreu muitas alterações desde então. E, enquanto o Rito inglês é eclético, o Rito de York exige que o candidato seja cristão para que possa atingir os mais altos graus - vide Duncan's Monitor (York) e Emulations First Degree.